# Plebiscitos de Schleswig

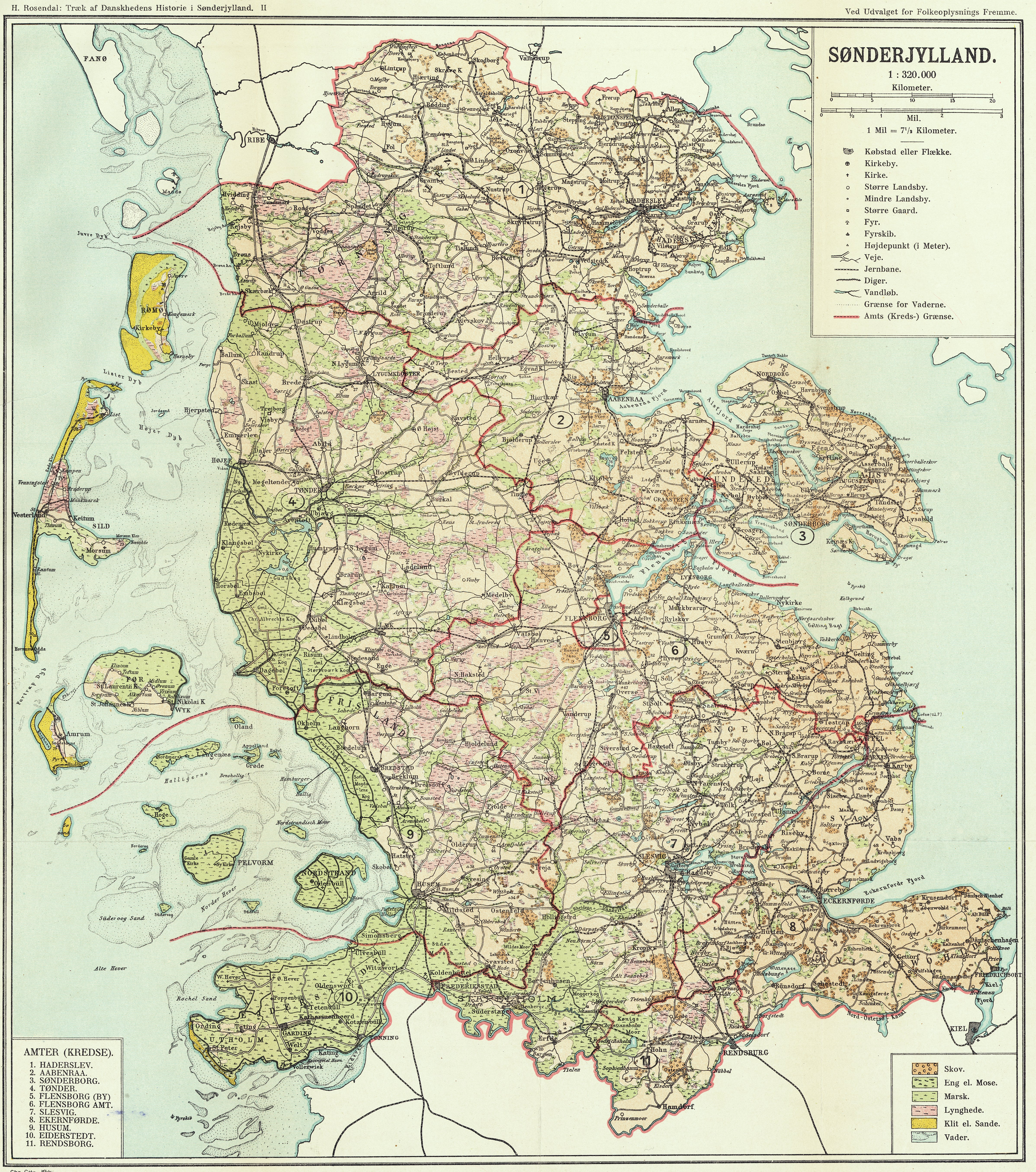
Mapa de la región Schleswig/Jutlandia Meridional antes de los plebiscitos.

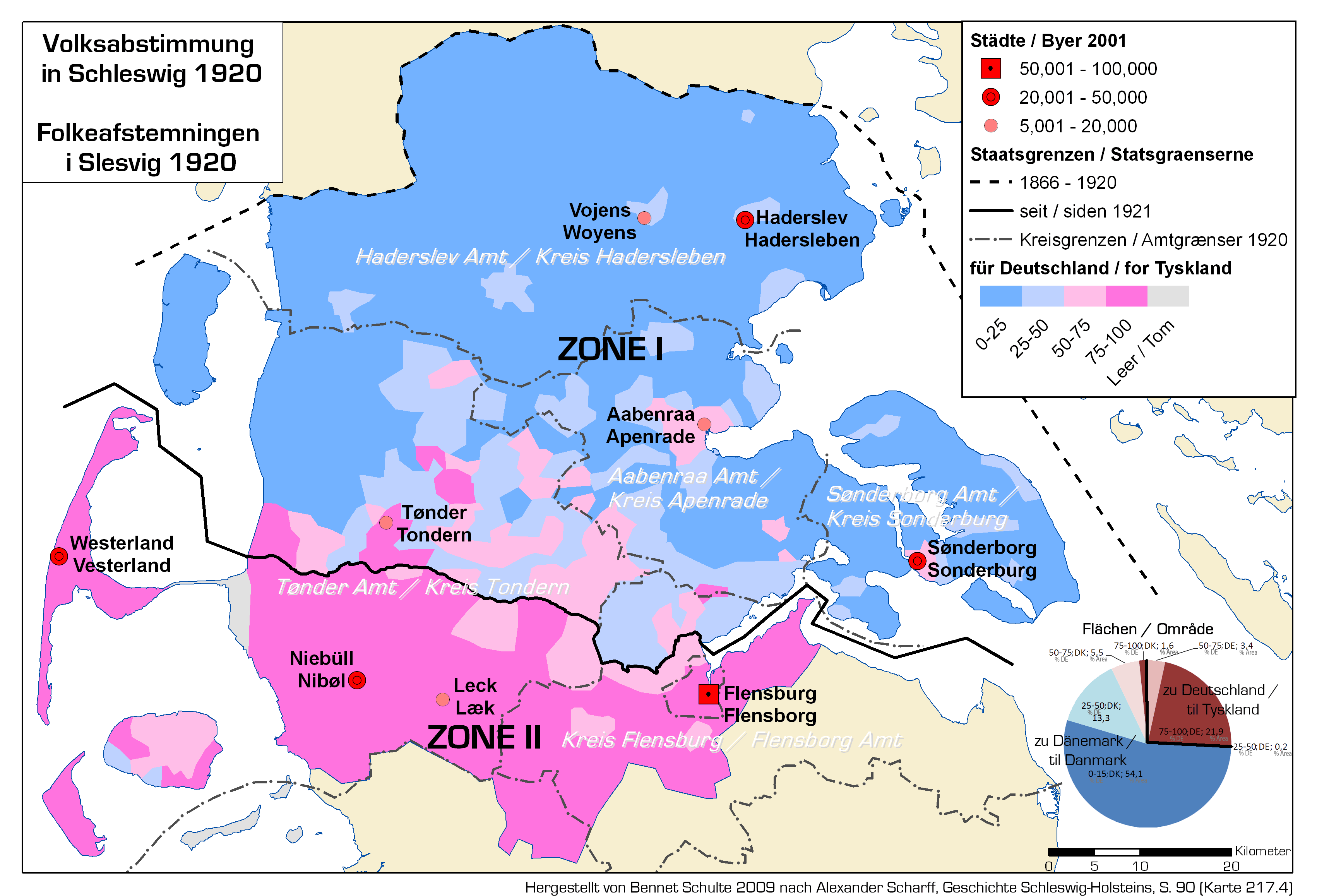
Resultados de los plebiscitos.

Los plebiscitos de Schleswig fueron dos votaciones populares organizadas según lo acordado en la sección XII, artículos 109 a 114 del Tratado de Versalles del 28 de junio de 1919, con objeto de fijar la futura frontera entre los estados de Dinamarca y Alemania, atravesando el antiguo Ducado de Schleswig. El proceso fue supervisado por una comisión de representantes de Francia, el Reino Unido, Noruega y Suecia.

## Antecedentes
En 1864 se enfrentaron Dinamarca por un lado y el Reino de Prusia y Austria por el otro en la llamada Guerra de los Ducados. El resultado fue que el ducado danés de Schleswig se incorporó al Reino de Prusia junto a las provincias de Holstein y Lauenburg. El artículo V del tratado que firmaron las partes contendientes (Paz de Praga) estipulaba la obligación de Prusia de organizar un referéndum en un plazo de seis años para dar a las gentes de Schleswig la oportunidad de volver a la soberanía danesa. Dicha condición fue ignorada durante más de medio siglo, primero por Prusia, después por el Imperio Alemán. Finalmente, en 1919 Alemania se vio obligada a aceptar la celebración de la consulta popular tras su derrota en la Primera Guerra Mundial.

## Desarrollo
El primer plebiscito tuvo lugar en Schleswig del Norte (que se llamó Zona I) el 14 de febrero de 1920. Tres cuartas partes de la población se manifestaron en favor de volver a formar parte de Dinamarca. El voto proalemán sólo fue ampliamente mayoritario en las localidades de Tønder y Højer.
El Schleswig Central (Zona II) votó el 14 de marzo de 1920 y en esta ocasión cada municipio tenía que decidir su propio futuro. Solamente hubo mayoría danesa en tres pequeños pueblos de la isla de Föhr. Dicha isla se encontraba al sur, lejos del límite entre las zonas I y II; por ello, la Commission Internationale de Surveillance du Plébiscite Slésvig resolvió establecer una frontera casi idéntica a la separación entre las dos zonas. El pobre resultado cosechado por Dinamarca en las votaciones en el Schleswig Central, especialmente en Flensburg, ciudad más grande de toda la región, desencadenó en el país danés la denominada Crisis de Semana Santa (1920). En el tercio meridional de Schleswig nunca llegó a producirse ningún plebiscito.
El 15 de junio de 1920, Schleswig del Norte fue formalmente devuelta a Dinamarca (casi un tercio de su territorio). El territorio recobró oficialmente el nombre de "distrito de la Jutlandia Meridional", normalmente abreviado a "Jutlandia Meridional". Ha de tenerse en cuenta que históricamente dicho nombre se ha utilizado para referirse a la totalidad de Schleswig.